# 弥陀古寺 (北京)
弥陀古寺，位于北京市朝阳区奥运村地区媒体村天居园小区内，是一座汉传佛教寺院。1986年，朝阳区人民政府将“弥陀古寺”公布为“北京市朝阳区登记文物保护单位”。2013年1月，朝阳区文化委员会为“弥陀古寺”立有“北京市朝阳区普查登记文物”牌。

## 简介
弥陀古寺创建于明朝，清朝康熙年间曾经重修，后来由于战乱，该寺逐渐塌毁。中华民国时期，当地的平民捐献钱物，部分重修该寺，此次修缮了山门两座，前层佛殿三间，东禅堂三间，北耳房两间。
该寺坐北朝南。1928年北平特别市寺庙登记记载：“坐落北郊二分署第七段羊房村三十一号，建于明，属合村私建。本庙面积，前明东西宽九丈五尺，后明九丈，东明南北长九丈，西明南北长八丈，庙前至影壁后滴水，南北明东西宽俱三丈二尺，东西明南北长俱九丈二尺，佛殿八间，房八间；附属土地二十四亩。管理及使用状况为合村人管理，佛殿供佛余房私立小学校用一半，合村青苗会社办事一半。庙内法物有释迦牟尼佛，观世音菩萨，送子观音，二郎爷，关圣大帝，药王，韦驮爷。”
中华人民共和国时期，该寺曾经用作学校，后来被个体印刷厂占用，1991年5月被村大队接收，2003年该村居民因为2008年北京奥运会占地拆迁，住进楼房，该寺原址保留，随后接受了落架修缮，成为2008年北京奥运会媒体村内的“人文奥运”景观。
弥陀古寺现今留存的古建筑有：
- 山门：面阔一间，小式硬山箍头脊筒瓦。山门内东侧立有两通石碑，其中一通是民国十四年（1925年）立的青石质重修碑记，另一通是2008年立的汉白玉质重修碑记。
- 南殿：面阔三间，大式硬山箍头脊筒瓦。
- 北殿：面阔三间，大式硬山箍头脊筒瓦。
- 东殿：面阔三间，合瓦。
- 古槐：院内有一株盘龙状的古槐，胸径大约为2米。[1]